# Comité général turc de Chypre
1963–1967
Entités précédentes :
- Chypre

Entités suivantes :
- Administration provisoire turque de Chypre

Le Comité général turc de Chypre ou Comité général de la communauté chypriote turque (en turc Kıbrıs Türk Genel Komitesi) était l'administration proclamée par les Chypriotes turcs dans l'île de Chypre, en place de 1963 jusqu'à la proclamation de l'Administration provisoire turque de Chypre le 27 décembre 1967.

## Histoire
En coordination avec les Chypriotes turcs, l'Organisation de résistance turque (Türk Mukavemet Teşkilatı) crée ses propres activités législatives et exécutives. Le président du Conseil était le chef du parti turc de Chypre, Fazil Kucuk, et le vice-président Rauf Raif Denktash[réf. souhaitée]. Le 27 décembre 1967, le Comité prend fin avec l'annonce de la création de l'Administration provisoire turque de Chypre[réf. souhaitée].